# Swiss Marketplace Group
Die SMG Swiss Marketplace Group AG ist ein Schweizer Unternehmen, welches verschiedene Internetplattformen, insbesondere virtuelle Marktplätze, betreibt. Das Unternehmen kam durch ein Joint Venture der TX Group und Scout24 Schweiz zustande.
Die Swiss Marketplace Group wurde wiederholt als Monopol in gewissen Branchen bezeichnet, was das Unternehmen aber verneint.

## Geschichte
Ende August 2021 verkündeten die TX Group und Scout24 Schweiz, ihre Online-Marktplätze in ein gemeinsames Unternehmen zusammenzuführen zu wollen. Die TX Group brachte ihre TX Markets-Plattformen Ricardo, tutti.ch, Homegate und Car For You ein; Scout24 Schweiz Portfolio für das Joint-Venture beinhaltete ImmoScout24, AutoScout24, MotoScout24, FinanceScout24 und anibis.ch. An dem neuen Unternehmen halten die TX Group AG 31 Prozent, die Ringier AG und die Mobiliar als bisherige gemeinsame Eigentümer von Scout24 Schweiz jeweils 29,5 Prozent und der Wachstumsinvestor General Atlantic 10 Prozent der Anteile. Die vier Aktionäre verfügen über jeweils 25 Prozent der Stimmrechte.
Mit der Zusammenlegung entstehe eines der grössten Digitalunternehmen der Schweiz, führend in den Bereichen Immobilien, Fahrzeuge, Finanzdienstleistungen und General Marketplaces. Mittelfristig werde ein Börsengang angestrebt. Durch die Zusammenlegung wurden circa 70 Stellen gestrichen.
Im Oktober 2022 wurde bekannt, dass die Vermarktung der Werbung künftig auch über die Goldbach Audience und Ringier Advertising betrieben wird.
Ende 2023 löste die Swiss Marketplace Group den ehemaligen Scout24-Schweiz-Standort in Flamatt auf und bezog einen neuen Standort in Freiburg.

## Portfolio
Das Portfolio der Swiss Marketplace Group umfasst Internet-Plattformen in verschiedenen Kategorien.

### Allgemeine virtuelle Marktplätze
Die SMG unterhält insgesamt drei virtuelle Marktplätze:
- Ricardo
- tutti.ch
- anibis.ch

### Fahrzeuge

Logo von AutoScout24 (seit 2020)

Folgende Marktplätze für den Kauf und Verkauf von Fahrzeugen werden angeboten:
- AutoScout24 (Marktplatz für Motorwagen aller Art)
- MotoScout24 (Marktplatz für Motorräder)

Die Plattform Car For You wurde im März 2024 aufgelöst und in die beiden verbleibenden Plattformen integriert. Als Grund nannte die Swiss Marketplace Group unter anderem gesunkene Nutzerzahlen.

### Immobilien
Die SMG bietet verschiedene Online-Plattformen für Immobilien an, hauptsächlich für den Verkauf und Kauf. Folgende Websites sind im Portfolio:
- Immobilien-Marktplätze
  - Homegate
  - ImmoScout24
  - home.ch
  - Acheter-Louer.ch (mit speziellem Fokus auf die Westschweiz)
  - alle-immobilien.ch
  - Flatfox (spezieller Fokus auf Vermieten/Mieten, mit digitalen Tools)
- Software / Online-Tools
  - Casasoft (Software für Immobilienmakler)
  - Publimmo (Immobilienverwaltungstool)
- Sonstiges
  - IAZI/CIFI (Immobilien-Bewertungen und Beratung)

Flatfox wurde 2023 von der Swiss Marketplace Group von der Mobiliar übernommen.

## Kritik
Die Preispolitik der Swiss Marketplace Group führte wiederholt zu Kritik. So kritisierte der Auto Gewerbe Verband Schweiz (AGVS) die Preisgestaltung und die laut der AGVS jährlichen Preiserhöhungen von 10 bis 15 %. Auch aus der Immobilienbranche gab es Kritik, da die Preise nach der Fusion der SMG um 15 % gestiegen sein sollen.
Nach einer Preiserhöhung für Inserate auf der Plattform Homegate – in Einzelfällen anekdotisch von 450 auf 4000 Schweizer Franken – leitete der Schweizer Preisüberwacher im März 2024 Ermittlungen ein. Die Wettbewerbskommission erklärte, sie sehe «Indizien für eine marktbeherrschende Stellung der Swiss Marketplace Group».
Ein unter der SMG neu eingeführtes Abomodell für Wohnungssuchende auf Homegate führte zu Kritik. Dabei erhalten zahlende Abonnenten bereits früher als andere Zugriff auf neue Inserate. Es wurde kritisiert, dass dies Personen mit schwachem Einkommen noch weiter benachteiligen würde.